# Bibionomorpha
Bibionomorpha là một cận bộ của Nematocera. Một trong các họ chính của nó là Anisopodidae, đã được xem xét lại và xếp thành một phân bộ Brachycera. Một số họ còn lại trong cận bộ này trước đây là các phân bọ của Mycetophilidae, gần đây đã được chia nhỏ. Họ Axymyiidae gần đây đã bị loại khỏi Bibionomorpha để xếp thành một cận bộ riêng là Axymyiomorpha.

## Các họ tuyệt chủng
Các họ tuyệt chủng bao gồm:
- - Cascopleciidae Giữa? Cretaceous; Myanmar
  - Eopleciidae tuyệt chủng (Đầu Kỷ Jura)
  - Oligophryneidae tuyệt chủng (Cuối Kỷ Tam Điệp)
  - Paraxymyiidae tuyệt chủng (Giữa Kỷ Jura)
  - Protobibionidae tuyệt chủng (Giữa Kỷ Jura)
  - Protopleciidae tuyệt chủng (Pan Kỷ Jura)
  - Protorhyphidae tuyệt chủng (Cuối Kỷ Tam Điệp)
  - Protoscatopsidae tuyệt chủng (Giữa Kỷ Jura)
- Siêu họ Pleciodictyidea tuyệt chủng
  - Pleciodictyidae - (Cuối Kỷ Tam Điệp)
- Siêu họ Protoligoneuridea tuyệt chủng
  - Protoligoneuridae - (Cuối Kỷ Tam Điệp)
- Siêu họ Fungivoridea
  - Pleciofungivoridae tuyệt chủng (Cuối Kỷ Tam Điệp) (Đầu và Giữa Kỷ Jura)
  - Palaeopleciidae tuyệt chủng (Cuối Kỷ Tam Điệp)
  - Pleciomimidae tuyệt chủng (Đầu và Giữa Kỷ Jura)
  - Archizelmiridae tuyệt chủng (Giữa Kỷ Jura)
  - Fungivoritidae tuyệt chủng (Giữa và Cuối Kỷ Jura)
  - Tipulopleciidae tuyệt chủng (Giữa Kỷ Jura)
  - Sinemediidae tuyệt chủng (Giữa Kỷ Jura)

## Hình ảnh

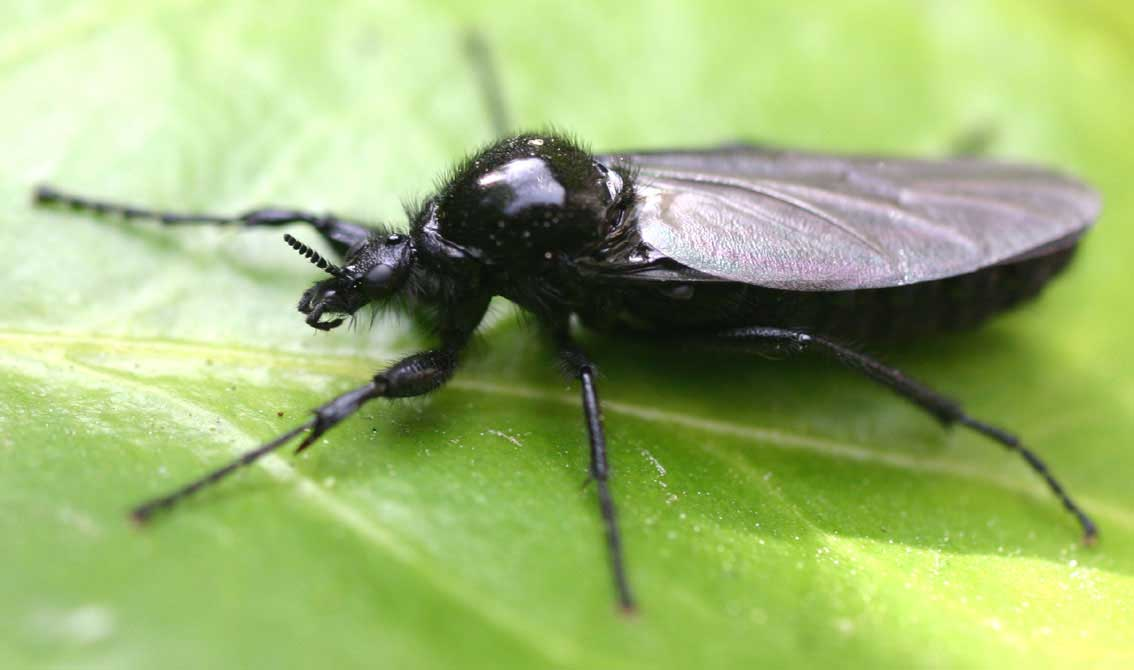
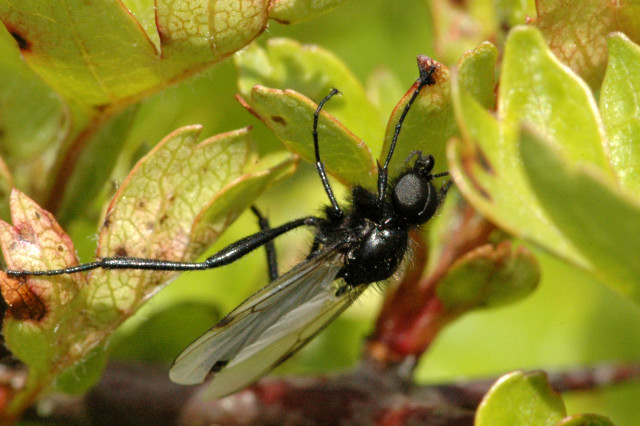